# Pascal Redeker
Pascal Redeker (Hem, 15 juni 1985) is een Nederlandse volkszanger. Hij heeft één album uitgebracht; Ik wil dansen in 2018.

## Biografie
Redeker begon in 2007 als vaste huiszanger bij Café Bolle Jan. Sinds 2010 begon hij met het uitbrengen van singles. Zijn eerdere bescheiden hitsingles zijn onder andere Dansen tot de zon opkomt (2012), Kijk om je heen (2012), Twee bruine ogen (2015) en I love you (2017). In 2014 ontving hij een Party Award in de categorie Populairste Party Artiest. Hij deed in 2015 mee met het televisieprogramma Bloed, zweet & tranen en stond op verschillende festivals, zoals Sterren van Holland in 2016 en Dutch Valley in 2017.
In 2018 bracht Redeker zijn debuutalbum Ik wil dansen uit bij muzieklabel Berk Music. Dit album werd uitgebracht ten ere van zijn tienjarig bestaan als artiest en bevatte nieuwe nummers in combinatie met oudere hits. Hij bracht dit album voor het eerst ten gehore bij een concert in de Amsterdamse muziekzaal Escape. 
In 2020 startte Redeker met het project Vrijdagmiddagborrel. Dit was een livestream waarbij hij en andere artiesten op aanvraag nummers zongen. Dit deed hij omdat hij zelf door de coronacrisis niet meer kon optreden. In december 2020 was er de Vrijdagmiddagborrel XXL, waarbij de livestream werd uitgezonden vanuit Rotterdam Ahoy en er gastoptredens waren van Django Wagner, John West en Wilbert Pigmans. De coronacrisis zorgde er echter toch voor dat Redeker in die jaren ander werk moest zoeken; hij had onder meer gewerkt als beveiliger bij een coronateststraat en als stratenmaker. Toen in 2022 optreden weer mogelijk was, stond hij op onder andere Breda in Concert, Dutch Valley en Zomerpop. Ook deed hij in dat jaar mee met televisieprogramma De Hollandse Nieuwe.
Begin 2023 werd Redeker voor drie jaar benoemd tot gastheer van het muziekfestival Hoorn Zingt Hollands, samen met Monique Smit. Hij trad in dat jaar op bij Dutch Valley, Total Loss Festival en bij het Muziekfeest van het Jaar. In de jaren na 2017 had hij onder andere succes met de singles Naar de kroeg, Ik hou echt alles van jou en Ik hou van jullie allemaal.